# Bharagonalia leopardina
Bharagonalia leopardina är en insektsart som först beskrevs av William Lucas Distant 1908.  Bharagonalia leopardina ingår i släktet Bharagonalia och familjen dvärgstritar. Inga underarter finns listade i Catalogue of Life.